# Evangelische Liebfrauenkirche (Neckarkatzenbach)

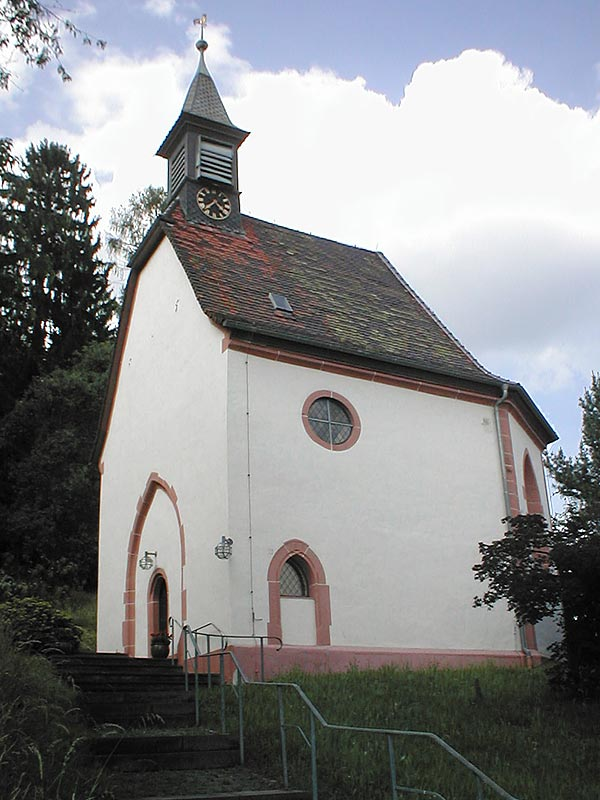
Evangelische Liebfrauenkirche in Neckarkatzenbach

Die evangelische Liebfrauenkirche steht in Neckarkatzenbach, einem Ortsteil von Neunkirchen im Neckar-Odenwald-Kreis in Baden-Württemberg. Das Bauwerk ist beim Landesamt für Denkmalpflege Baden-Württemberg als Baudenkmal eingetragen. Sie gehört zum Kirchenbezirk Mosbach in der Evangelischen Landeskirche in Baden.

## Beschreibung
Die im Osten dreiseitig geschlossene Saalkirche ist nach der Überlieferung der Chor des 1511 entstandenen Vorgängerbaus, in dem ein wundertätiges Marienbildnis untergebracht wurde, das Ziel einer Wallfahrt war. Dem Dach wurde 1793 ein quadratischer, mit einem Pyramidendach bedeckter Dachreiter aufgesetzt, der die Turmuhr und den Glockenstuhl enthält.
Nach der 1799 erfolgten Überführung des alten Marienbildes in die katholische Kirche wurde es durch eines aus Oberammergau ersetzt. Zur Kirchenausstattung gehören ein Altarkreuz von 1947, ferner ein Altar, eine Kanzel und ein Taufbecken, die erst 1963/64 dazukamen. Die Orgel wurde von H. Voit & Söhne 1847 gebaut.